# Marsovo polje (Pula)
Marsovo polje (lat. Campus Martius) nalazi se u Puli na području Pragrandea, odnosno između Medulinske i bivše Premanturske ceste, a danas Ulice Marsovog polja. Na Marsovom polju nalazilo se južno pulsko groblje koje Dante spominje u svojoj Božanstvenoj komediji kada je početkom 14. stoljeća posjetio Pulu.
Marsovo polje ili Campus Martius tek je jedno od brojnih pulskih nekropola. Nekoliko zapisa iz 15. stoljeća spominju nekoliko tisuća sarkofaga nađenih na ovom području. Na granici groblja nalazile su se crkvice sv. Ivana od Trstike i sv. Felicite.